# Liste augenheilkundlicher Untersuchungsgeräte
Diese Liste dient der schnellen Orientierung hinsichtlich der in der Augenheilkunde verwendeten Untersuchungsgerätschaften.

## A
- Abdeckscheibe (Hilfsmittel zur Ermittlung von Schielerkrankungen)
- Akkommodometer (Gerät zur Bestimmung des Akkommodationsnahpunktes und der Akkommodationsbreite)
- Amsler-Gitter (Hilfsmittel zur überschlägigen Untersuchung zentraler Gesichtsfeldbereiche, v. a. zur Frühdiagnostik der Makuladegeneration)
- Anomaloskop (Gerät zur Untersuchung des Farbsehens)
- Applanationstonometer (Gerät zur Messung des Augeninnendrucks)

## B
- Bonoskop (Helle Lichtquelle zur Pupillendiagnostik und für die indirekte Ophthalmoskopie)

## C
- Chiroskop (einfaches orthoptisches Übungsgerät zur Durchführung von motorischen und sensorischen Binokularschulungen)

## D
- Desmarres'scher Lidhalter (Hilfsmittel zum doppelten Ektropionieren des Oberlides)
- Deviometer (Untersuchungsgerät zur Messung rotatorischer Schielwinkel)
- Doppelspiegelbetrachter (Gerät zur ophthalmoskopischen Prüfung der retinalen Korrespondenz)
- Dunkelrotglas (hoch dissoziierender Farbfilter zur Beurteilung von Schielabweichungen, Doppelbildlage und retinaler Korrespondenz)
- Dynamic Contour Tonometer (Gerät zur Messung des Augeninnendrucks)

## E
- Einzelprisma (Hilfsmittel zur Messung von Schielwinkeln)
- Euthyskop (Gerät zur Behandlung von Amblyopie)
- Exophthalmometer (Gerät zur Messung der Bulbuslage in der Orbita)

## F
- Farnsworth-Test (Test zur Prüfung des Farbsehens)
- Foerster Brille (indirektes binokulares Ophthalmoskop)
- Frenzelbrille (spezielle Brille zur Prüfung eines physiologischen oder pathologischen Nystagmus)
- Fresnelprisma (Hilfsmittel zur Messung von Schielwinkeln)
- Funduskamera (Gerät zur visuellen Dokumentation des Augenhintergrundes)

## G
- Gonioskop (Gerät zur Untersuchung des Kammerwinkels)

## H
- Haidinger-Büschel (entoptisches Phänomen zur Prüfung der Fixation)
- Haploskop (Gerät zur Untersuchung und Behandlung des beidäugigen Sehens)
- Heidelberg Retina Tomograph (HRT) (konfokales Scanning-Laser-Ophthalmoskop)
- Hellrotglas (gering dissoziierender Farbfilter zur Beurteilung von Schielabweichungen, Doppelbildlage und retinaler Korrespondenz)

## I
- Impressionstonometer (Gerät zur Messung des Augeninnendrucks)
- Ishihara-Farbtafel (Hilfsmittel zur Prüfung des Farbsehens)

## K
- Keratograf (Instrument zur Erfassung der Hornhauttopographie)
- Kontaktglas (Gerät zur Untersuchung der peripheren Netzhaut und des Kammerwinkels)

## L
- Lang-Stereotest Prüfung des räumlichen Sehens
- Lanterntest (Beyne) Gerät zur Prüfung des Farbsehens
- Lichtschweifglas (Gerät zur Untersuchung des beidäugigen Sehens)

## M
- Maddox-Kreuz (Untersuchungsumgebung zur Messung von Schielwinkeln und der Lage von Doppelbildern)
- Maddox-Zylinder (Hilfsmittel zur Bestimmung rotatorischer Schielwinkel)
- Mesoptometer (Gerät zur Untersuchung des Dämmerungssehens und der Blendungsempfindlichkeit)

## N
- Nachbildblitzgerät (spezielles Blitzlicht zur Beurteilung der Nachbildlokalisation und retinalen Korrespondenz)
- Non-Contact-Tonometer (Gerät zur Messung des Augeninnendrucks)
- Nyktometer (Gerät zur Untersuchung des Dämmerungssehens und der Blendungsempfindlichkeit)

## O
- Optischer Kohärenztomograph (OCT) (Gerät zur Darstellung der Netzhautschichten, des Sehnervs und in jüngerer Zeit auch des vorderen Augenabschnitts)
- Ophthalmometer (Gerät zur Messung der Hornhautkrümmung)
- Ophthalmoskop (Gerät zur direkten oder indirekten Augenspiegelung)
- Optometer (Gerät zur Ermittlung des Fern- und Nahpunktes)

## P
- Pachymeter (Gerät zur Messung der Hornhautdicke)
- Perimeter (Gerät zur Prüfung des Gesichtsfeldes)
- Phasendifferenzhaploskop (Gerät zur Prüfung der verschiedenen Funktionen des Binokularsehens)
- Phoropter (Gerät zur subjektiven Refraktionsmessung)
- Pleoptophor (Gerät zur Behandlung von Amblyopie)
- Polarisationsbrille (Hilfsmittel zur Untersuchung des beidäugigen Sehens in Verbindung mit unterschiedlichen Testverfahren)
- Prismenleiste (Hilfsmittel zur Messung von Schielwinkeln)
- Probiergestell (spezielle Brillenfassung zur subjektiven Brillenglasbestimmung)

## R
- Refraktometer (Gerät zur objektiven Messung der Brechungsverhältnisse)
- Retinometer (Gerät zur Untersuchung des Auflösungsvermögens der Netzhaut)
- Rot-Grün-Brille (Hilfsmittel zur Untersuchung des beidäugigen Sehens in Verbindung mit unterschiedlichen Testverfahren)

## S
- Scheitelbrechwertmesser (Gerät zur Messung von Brillengläsern)
- Schiötz Tonometer (spezielles →Impressionstonometer)
- Sehzeichenprojektor (Gerät zur Darstellung von Optotypen zur Sehschärfenbestimmung)
- Skiaskop (Gerät zur Bestimmung der objektiven Refraktion)
- Spaltlampe (Gerät zur Untersuchung der vorderen, mittleren und hinteren Augenabschnitte)
- Stenopäische Lücke (Hilfsmittel zur differentialdiagnostischen Abklärung von Sehschärfenverminderung)
- Synoptometer (Haploskop zur Analyse der Augenmotilität)
- Synoptophor (Gerät zur Untersuchung der verschiedenen Funktionen des beidäugigen Sehens)

## T
- Tangententafel nach Harms (Freiraum Untersuchungsumgebung zur Erstellung von Motilitätsanalysen in verschiedenen Blickrichtungen)
- TNO-Test (zur Prüfung des räumlichen Sehens mittels Rot-Grün-Brille)
- Titmus-Test (zur Prüfung des räumlichen Sehens mittels Polarisationsbrille)
- Tonometer (Oberbegriff von Geräten zur Messung des Augeninnendrucks)

## V
- Visuskop (Gerät zur Prüfung der Fixation)